# Ghana National Petroleum Corporation
La Ghana National Petroleum Corporation (GNPC) est la compagnie pétrolière nationale ghanéenne.